# Blanktjärnen (Los socken, Hälsingland)
Blanktjärnen är en sjö i Ljusdals kommun i Hälsingland och ingår i Ljusnans huvudavrinningsområde.